# Milyang
Milyang (Hangul: 밀양; Hanja: 密陽; Romanización: Miryang) también distribuido internacionalmente como Secret Sunshine, es una película dramática de Corea del Sur de 2007 dirigida por el aclamado director, novelista y exministro de Cultura de Corea del Sur Lee Chang-dong. El guion está basado en el cuento "La historia de un bicho" de Lee Cheong-jun que se enfoca en una mujer mientras lucha con sus preguntas sobre dolor, locura y fe. El título coreano Miryang (o Milyang) lleva el nombre de la ciudad que sirvió como escenario para la filmación y el rodaje de la película, el nombre puede ser traducido literalmente como "resplandor secreto". Por su actuación en la película, Jeon Do-yeon ganó el Premio del Festival de Cannes a la mejor actriz en el Festival de Cannes de 2007. La película también ganó el premio a la Mejor Película en los Asian Film Awards y en los Asia Pacific Screen Awards. La película vendió 1,710,364 entradas solo en Corea del Sur.

## Trama
Lee Shin-ae (Jeon Do-yeon) y su único hijo se mudan a la pequeña ciudad de Miryang, provincia de Gyeongsang del Sur. Su esposo ha muerto recientemente y ella ha decidido comenzar de nuevo la vida en la ciudad natal de su difunto esposo. Al entrar a Miryang, el automóvil de Shin-ae se descompone a lo largo de una carretera rural. Ella es capaz de conseguir que un mecánico local en Miryang llamado Kim Jong-chan (Song Kang-ho) la acompañe a su auto y lo vuelva a hacer funcionar. A pesar de que provienen de diferentes orígenes sociales, ambos se llevan bien y parecen encontrar consuelo cada uno en la presencia del otro.
La tragedia golpea a Shin-ae una vez más cuando su único hijo es secuestrado. Como Shin-ae debe lidiar con otra tragedia devastadora en su vida, ella trata de encontrar respuestas y alguna alegría que pueda reconfortarla en sus momentos más difíciles.

## Reparto
- Jeon Do-yeon como Lee Shin-ae.
- Song Kang Ho como Kim Jong-chan.
- Jo Young-jin como Park Do-seop.
- Kim Young-jae como Lee Min-ki.
- Song Mi-rim como Jeong-ah.
- Lee Sung-min como chef.
- Seon Jeong-yeop
- Kim Mi-hyang
- Lee Yoon-hee
- Kim Jong-su
- Kim Mi-kyung dueña de la boutique.
- Yeom Hye-ran como un miembro de la familia.
- Kim Jong-soo como el nuevo director.
- Lee Joong-ok como empleado de Hope House.

## Respuesta crítica
La película fue ampliamente aclamada en el circuito de festivales, con elogios especiales y universales por la actuación de Do-yeon. Recibió múltiples premios, entre ellos varios premios a la mejor película y numerosos premios a la mejor actriz para Do-yeon. Fue nominado para la prestigiosa Palma de Oro en el Festival de Cine de Cannes 2007, pero no ganó.
La película fue igualmente aclamada por su lanzamiento estadounidense en 2010, con un puntaje de Rotten Tomatoes del 93% basado en 29 reseñas; el consenso del sitio dice: "Fluyendo en las profundidades de la tragedia sin sucumbir al melodrama, Secret Sunshine de Chang-dong Lee es una obra agotadora, aunque conmovedora, de un cine bellamente actuado". Con 6 reseñas, obtuvo 84 en Metacritic, indicando "aclamación universal". A. O. Scott de The New York Times calificó a la película de "clara, elegante y lírica. La experiencia de ver las películas [de Chang-dong] no siempre es agradable ... sin embargo, su humanidad tranquila y exigente infunde incluso a los momentos más terribles con una insinuación de gracia . " Noel Murray, escribiendo para The A.V. Club, lo llamó "una película frecuentemente hermosa con un corazón frío y oscuro" y elogió la "potente actuación" de Do-yeon.